# Super Formula seizoen 2024
Het Super Formula seizoen 2024 was het 38e seizoen van het belangrijkste Japanse formulewagenkampioenschap en het twaalfde onder deze naam. Ritomo Miyata was de verdedigend kampioen uit 2023, waarin Team Mugen kampioen in het teamklassement werd. Miyata was overgestapt naar de Formule 2 en verdedigde zijn titel niet.
Sho Tsuboi werd kampioen met drie overwinningen. Hij stelde zijn titel veilig met een podiumfinish in de seizoensfinale op de Suzuka International Racing Course. Het Docomo Team Dandelion Racing, waar nummers drie en vier Tadasuke Makino en Kakunoshin Ohta voor uitkwamen, werd kampioen in het teamklassement.

## Teams en coureurs
| Team                           | Nr. | Coureur             | Motor  | Rondes   |
| ------------------------------ | --- | ------------------- | ------ | -------- |
| Kondo Racing                   | 3   | Kenta Yamashita     | Toyota | Alle     |
| Kondo Racing                   | 4   | Kazuto Kotaka       | Toyota | Alle     |
| Docomo Team Dandelion Racing   | 5   | Tadasuke Makino     | Honda  | Alle     |
| Docomo Team Dandelion Racing   | 6   | Kakunoshin Ohta     | Honda  | Alle     |
| Kids com Team KCMG             | 7   | Kamui Kobayashi     | Toyota | Alle     |
| Kids com Team KCMG             | 8   | Nirei Fukuzumi      | Toyota | Alle     |
| ThreeBond Racing               | 12  | Atsushi Miyake      | Honda  | Alle     |
| docomo business ROOKIE         | 14  | Kazuya Oshima       | Toyota | Alle     |
| Team Mugen                     | 15  | Ayumu Iwasa         | Honda  | Alle     |
| Team Mugen                     | 16  | Tomoki Nojiri       | Honda  | Alle     |
| Itochu Enex Team Impul         | 19  | Théo Pourchaire     | Toyota | 1        |
| Itochu Enex Team Impul         | 19  | Ben Barnicoat       | Toyota | 2        |
| Itochu Enex Team Impul         | 19  | Hibiki Taira        | Toyota | 3-4, 8-9 |
| Itochu Enex Team Impul         | 19  | Nyck de Vries       | Toyota | 5-7      |
| Itochu Enex Team Impul         | 20  | Yuji Kunimoto       | Toyota | Alle     |
| Vantelin Team TOM'S            | 36  | Sho Tsuboi          | Toyota | Alle     |
| Vantelin Team TOM'S            | 37  | Ukyo Sasahara       | Toyota | Alle     |
| Vertex Partners Cerumo・INGING | 38  | Sena Sakaguchi      | Toyota | Alle     |
| Vertex Partners Cerumo・INGING | 39  | Toshiki Oyu         | Toyota | Alle     |
| San-Ei Gen with B-Max          | 50  | Iori Kimura         | Honda  | Alle     |
| TGM Grand Prix                 | 53  | "Juju"              | Honda  | Alle     |
| TGM Grand Prix                 | 55  | Nobuharu Matsushita | Honda  | 1-3      |
| TGM Grand Prix                 | 55  | Hiroki Otsu         | Honda  | 4-9      |
| Ponos Nakajima Racing          | 64  | Naoki Yamamoto      | Honda  | Alle     |
| Ponos Nakajima Racing          | 65  | Ren Sato            | Honda  | Alle     |

## Races
Op 3 augustus 2023 werd een voorlopige Super Formula-kalender van 2024 bekend gemaakt. Op 25 december werd een kleine wijziging doorgevoerd; de seizoensfinale zou twee weken eerder gehouden worden.
| Ronde | Circuit                            | Datum       | Pole position   | Snelste ronde   | Winnaar         | Team                         |
| ----- | ---------------------------------- | ----------- | --------------- | --------------- | --------------- | ---------------------------- |
| 1     | Suzuka International Racing Course | 10 maart    | Sena Sakaguchi  | Naoki Yamamoto  | Tomoki Nojiri   | Team Mugen                   |
| 2     | Autopolis                          | 19 mei      | Ayumu Iwasa     | Ben Barnicoat   | Tadasuke Makino | Docomo Team Dandelion Racing |
| 3     | Sportsland SUGO                    | 23 juni     | Tomoki Nojiri   | Tomoki Nojiri   | Tomoki Nojiri   | Team Mugen                   |
| 4     | Fuji Speedway                      | 21 juli     | Nirei Fukuzumi  | Tomoki Nojiri   | Sho Tsuboi      | Vantelin Team TOM'S          |
| 5     | Twin Ring Motegi                   | 25 augustus | Kenta Yamashita | Naoki Yamamoto  | Tadasuke Makino | Docomo Team Dandelion Racing |
| 6     | Fuji Speedway                      | 12 oktober  | Nirei Fukuzumi  | Sho Tsuboi      | Sho Tsuboi      | Vantelin Team TOM'S          |
| 7     | Fuji Speedway                      | 13 oktober  | Sho Tsuboi      | Ren Sato        | Sho Tsuboi      | Vantelin Team TOM'S          |
| 8     | Suzuka International Racing Course | 9 november  | Kakunoshin Ohta | Kakunoshin Ohta | Kakunoshin Ohta | Docomo Team Dandelion Racing |
| 9     | Suzuka International Racing Course | 10 november | Tomoki Nojiri   | Iori Kimura     | Kakunoshin Ohta | Docomo Team Dandelion Racing |

## Kampioenschap

### Puntensysteem
Race
| Positie | 1e | 2e | 3e | 4e | 5e | 6e | 7e | 8e | 9e | 10e |
| Punten  | 20 | 15 | 11 | 8  | 6  | 5  | 4  | 3  | 2  | 1   |

Kwalificatie
| Positie | 1e | 2e | 3e |
| Punten  | 3  | 2  | 1  |

- Coureurs vertrekkend van pole-position zijn vetgedrukt.
- Coureurs met de snelste raceronde in cursief.
- Coureurs die eerste, tweede en derde werden in de kwalificatie worden aangeduid met 1, 2 en 3. Deze punten tellen enkel mee voor het kampioenschap bij de coureurs.
- Voor de race op het Sportsland SUGO werden halve punten uitgereikt omdat er vanwege slechte weersomstandigheden minder dan 75% van de geplande raceafstand was afgelegd.

† Coureur uitgevallen, maar wel geklasseerd omdat er meer dan 75% van de raceafstand werd afgelegd. 

### Coureurs
| Pos | Coureur             | SUZ | AUT | SUG | FUJ | MOT  | FUJ | FUJ | SUZ  | SUZ | Punten |
| --- | ------------------- | --- | --- | --- | --- | ---- | --- | --- | ---- | --- | ------ |
| 1   | Sho Tsuboi          | 11  | 3   | 3   | 1   | 5    | 1   | 1   | 2    | 23  | 117,5  |
| 2   | Tomoki Nojiri       | 13  | 9   | 1   | 3   | 3    | 63  | 82  | 5    | 41  | 87     |
| 3   | Tadasuke Makino     | 10  | 12  | 4   | 5   | 1    | 4   | 3   | 3    | 8   | 86     |
| 4   | Kakunoshin Ohta     | 42  | 5   | 14  | DNS | 19†2 | 92  | 4   | 1    | 12  | 75     |
| 5   | Ayumu Iwasa         | 9   | 21  | 2   | 112 | 7    | 2   | 6   | 92   | 7   | 63,5   |
| 6   | Nirei Fukuzumi      | 6   | 8   | 13  | 41  | 9    | 51  | 23  | 6    | 3   | 62     |
| 7   | Kenta Yamashita     | 2   | 7   | 6   | 13  | 21   | 10  | 8   | 8    | 9   | 48,5   |
| 8   | Naoki Yamamoto      | 3   | 43  | DNS | 10  | 4    | 8   | DNF | 7    | 6   | 41     |
| 9   | Toshiki Oyu         | 16  | 15  | 5   | 23  | 63   | DNF | 10  | 10   | 16  | 27     |
| 10  | Kamui Kobayashi     | 19† | 10  | 10  | 8   | 12   | 3   | 5   | 14   | 10  | 22,5   |
| 11  | Ren Sato            | 5   | DNF | 11  | 7   | 10   | 7   | DSQ | DNF3 | 5   | 22     |
| 12  | Sena Sakaguchi      | 71  | 6   | 12  | DNF | DNF  | 18  | DNF | 4    | 13  | 20     |
| 13  | Yuji Kunimoto       | DNF | 19† | 7   | 6   | 11   | 13  | 15  | 13   | 12  | 7      |
| 14  | Kazuto Kotaka       | DNF | 18  | 8   | 17  | 8    | 16  | 12  | DNF  | 19  | 4,5    |
| 15  | Nobuharu Matsushita | 8   | 16  | 19  |     |      |     |     |      |     | 3      |
| 16  | Iori Kimura         | 12  | 14  | 9   | 15  | 17   | DNF | 9   | 11   | 11  | 3      |
| 17  | Hibiki Taira        |     |     | 17  | 9   |      |     |     | DNF  | 17  | 2      |
| 18  | Nyck de Vries       |     |     |     |     | 13   | 11  | 11  |      |     | 0      |
| 19  | Kazuya Oshima       | 13  | 11  | DNF | 16  | 14   | 15  | DNF | DNF  | 15  | 0      |
| 20  | Ukyo Sasahara       | 15  | 12  | 16  | 12  | 16   | 12  | 14  | 15†  | 14  | 0      |
| 21  | "Juju"              | 17  | 20  | 18  | 19  | 18   | 17  | 16  | 12   | 20  | 0      |
| 22  | Hiroki Otsu         |     |     |     | 14  | 15   | 19  | 13  | DNF  | DNF | 0      |
| 23  | Ben Barnicoat       |     | 13  |     |     |      |     |     |      |     | 0      |
| 24  | Atsushi Miyake      | 14  | 17  | 15  | 18  | 20   | 14  | DNF | DNF  | 18  | 0      |
| 25  | Théo Pourchaire     | 18  |     |     |     |      |     |     |      |     | 0      |
| Pos | Coureur             | SUZ | AUT | SUG | FUJ | MOT  | FUJ | FUJ | SUZ  | SUZ | Punten |

| Resultaat                     |
| ----------------------------- |
| Winnaar                       |
| Tweede plaats                 |
| Derde plaats                  |
| Gefinisht (punten)            |
| Gefinisht (geen punten)       |
| Niet geklasseerd (NC)         |
| Uitgevallen (DNF)             |
| Niet gekwalificeerd (DNQ)     |
| Gediskwalificeerd (DSQ)       |
| Niet gestart (DNS)            |
| Gewond (INJ)                  |
| Uitgesloten (EX)              |
| Teruggetrokken (WD)           |
| Niet deelgenomen (blanco cel) |
| vetgedrukt (pole position)    |
| cursief (snelste ronde)       |

### Teams
| Pos | Team                           | No. | SUZ | AUT | SUG | FUJ | MOT | FUJ | FUJ | SUZ | SUZ | Punten |
| --- | ------------------------------ | --- | --- | --- | --- | --- | --- | --- | --- | --- | --- | ------ |
| 1   | Docomo Team Dandelion Racing   | 5   | 10  | 1   | 4   | 5   | 1   | 4   | 3   | 3   | 8   | 148    |
| 1   | Docomo Team Dandelion Racing   | 6   | 4   | 5   | 14  | DNS | 19† | 9   | 4   | 1   | 1   | 148    |
| 2   | Team Mugen                     | 15  | 9   | 2   | 2   | 11  | 7   | 2   | 6   | 9   | 7   | 131,5  |
| 2   | Team Mugen                     | 16  | 1   | 9   | 1   | 3   | 3   | 6   | 8   | 5   | 4   | 131,5  |
| 3   | Vantelin Team TOM'S            | 36  | 11  | 3   | 3   | 1   | 5   | 1   | 1   | 2   | 2   | 112,5  |
| 3   | Vantelin Team TOM'S            | 37  | 15  | 12  | 16  | 12  | 16  | 12  | 14  | 15† | 14  | 112,5  |
| 4   | Kids com Team KCMG             | 7   | 19† | 10  | 10  | 8   | 12  | 3   | 5   | 14  | 10  | 77,5   |
| 4   | Kids com Team KCMG             | 8   | 6   | 8   | 13  | 4   | 9   | 5   | 2   | 6   | 3   | 77,5   |
| 5   | PONOS Nakajima Racing          | 64  | 3   | 4   | DNS | 10  | 4   | 8   | DNF | 7   | 6   | 61     |
| 5   | PONOS Nakajima Racing          | 65  | 5   | DNF | 11  | 7   | 10  | 7   | DSQ | DNF | 5   | 61     |
| 6   | Kondō Racing                   | 3   | 2   | 7   | 6   | 13  | 2   | 10  | 8   | 8   | 9   | 50     |
| 6   | Kondō Racing                   | 4   | DNF | 18  | 8   | 17  | 8   | 16  | 12  | DNF | 19  | 50     |
| 7   | Vertex Partners Cerumo・INGING | 38  | 7   | 6   | 12  | DNF | DNF | 18  | DNF | 4   | 13  | 42     |
| 7   | Vertex Partners Cerumo・INGING | 39  | 16  | 15  | 5   | 2   | 6   | DNF | 10  | 10  | 16  | 42     |
| 8   | Itochu Enex Team Impul         | 19  | 18  | 13  | 17  | 9   | 13  | 11  | 11  | DNF | 17  | 9      |
| 8   | Itochu Enex Team Impul         | 20  | DNF | 19† | 7   | 6   | 11  | 13  | 15  | 13  | 12  | 9      |
| 9   | TGM Grand Prix                 | 53  | 17  | 20  | 18  | 19  | 18  | 17  | 16  | 12  | 20  | 3      |
| 9   | TGM Grand Prix                 | 55  | 8   | 16  | 19  | 14  | 15  | 19  | 13  | DNF | DNF | 3      |
| 10  | San-Ei Gen with B-Max          | 50  | 12  | 14  | 9   | 15  | 17  | DNF | 9   | 11  | 11  | 1      |
| 11  | docomo business ROOKIE         | 14  | 13  | 11  | DNF | 16  | 14  | 15  | DNF | DNF | 15  | 0      |
| 12  | ThreeBond Racing               | 12  | 14  | 17  | 15  | 18  | 20  | 14  | DNF | DNF | 18  | 0      |
| Pos | Team                           | No. | SUZ | AUT | SUG | FUJ | MOT | FUJ | FUJ | SUZ | SUZ | Punten |

| Resultaat                     |
| ----------------------------- |
| Winnaar                       |
| Tweede plaats                 |
| Derde plaats                  |
| Gefinisht (punten)            |
| Gefinisht (geen punten)       |
| Niet geklasseerd (NC)         |
| Uitgevallen (DNF)             |
| Niet gekwalificeerd (DNQ)     |
| Gediskwalificeerd (DSQ)       |
| Niet gestart (DNS)            |
| Gewond (INJ)                  |
| Uitgesloten (EX)              |
| Teruggetrokken (WD)           |
| Niet deelgenomen (blanco cel) |
| vetgedrukt (pole position)    |
| cursief (snelste ronde)       |